# Мучное изделие
Мучное изделие — изделие из главного компонента — муки — подразделяется на кулинарное и кондитерское.

## Виды мучных изделий
Виды мучных изделий:
- мучное кулинарное изделие — кулинарное изделие заданной формы из полуфабриката теста с различными начинками или без них;
- мучное кондитерское изделие — кондитерское изделие, вырабатываемое из муки, с высоким содержанием сахара, жира и яиц, или из муки с частичной заменой сахара, жира и яиц.

К мучным кулинарным изделиям относятся следующие изделия любой кухни мира:
- хлеб
- макароны
- пирог
- пирожок
- пицца
- кулебяка
- чебурек
- пельмени
- беляш
- ватрушка
- пончик
- манты
- хачапури
- штрудель
- круассан
- блинчики[2]
- блины
- оладьи
- шаурма
- хинкали

### Мучные кондитерские изделия
Согласно разделу «Мучные кондитерские изделия» ГОСТ Р 53041-2008 отмечается, что: «Мучные кондитерские изделия могут быть с полным или частичным покрытием шоколадом, глазурью или неглазированные, с начинкой, без начинки, прослоённые отделочными полуфабрикатами, с отделкой поверхностей». К мучному кондитерскому изделию данный госстандарт относит «печенье, вафли, пряничное изделие, кекс, рулет, торт, пирожное, мучное восточное изделие».